# Sbirulino
Sbirulino è un personaggio televisivo pagliaccesco interpretato da Sandra Mondaini, rifacendosi al famoso Scaramacai, a sua volta interpretato dalla soubrette Pinuccia Nava.
Il nome deriva probabilmente dal vocabolo milanese sbìrulo, che letteralmente (sia in senso proprio sia in senso figurato) significa "storto", "sbilenco".

## Descrizione
Ha un vistoso trucco su tutto il volto, con un cappello nero a bombetta, una giacca grigia a grandi quadri, un enorme fiocco a quadretti bianchi e rossi nel colletto, un paio di pantaloni pure quelli a quadretti e un paio di guanti bianchi.

## Storia
Fece la sua prima apparizione in tv in una versione embrionale la sera del 24 dicembre 1977 all'interno del varietà del sabato sera della Rete 1 Noi...No!, ideato e condotto dalla coppia Mondaini-Vianello. In quell'occasione il piccolo pagliaccio interpretato dalla Mondaini, ancora senza nome, fu protagonista di un balletto e di alcuni sketch in compagnia di altri clown, uno dei quali chiamato proprio Sbirulino, interpretato da uno dei due primi-ballerini di Sandra, Joel Galietti.
Il debutto ufficiale in televisione di Sbirulino avviene nella trasmissione Rai Io e la Befana, varietà abbinato alla Lotteria Italia, ideato e condotto dalla coppia Mondaini-Vianello, in onda alla domenica pomeriggio dal 1º ottobre 1978 al 6 gennaio 1979 sulla Rete 1. La trasmissione vedeva Sbirulino nel ruolo di simpatico disturbatore di Raimondo Vianello nonché protagonista della sigla dell'anteprima. All'interno del programma venivano inoltre regalati agli ospiti musicali dei pupazzi aventi le sembianze del piccolo clown. Da marzo e fino a luglio del 1979 il personaggio prende parte all'ultima edizione della trasmissione radiofonica Gran varietà condotta da Gino Bramieri, in una rubrica dal titolo Il Pesciaio, dove intervista in maniera ironica e divertita diversi artisti, spesso e volentieri non esistenti nella realtà. Sempre nel 1978, in veste di Sbirulino, Sandra Mondaini pubblicò il primo singolo omonimo, Sbirulino, il cui brano eponimo venne scritto da Pino Calvi ed Alberto Testa. Fecero seguito altri singoli, Spingio (1979) e Lo stellone (1981).
Nella stagione 1979-1980 la Mondaini propone il personaggio nello show in 10 puntate Tre stanze e cucina, andato in onda sempre sul primo canale Rai dal 25 novembre 1979 al 27 gennaio 1980 all'interno di Domenica in. Nel 1980 il personaggio, ormai amatissimo dai più piccoli, diventa inoltre protagonista di un fumetto pubblicato sul settimanale TV Junior ed appare occasionalmente come ospite nel preserale Sette e mezzo, condotto da Raimondo Vianello sulla Rete 1. Nello stesso periodo è testimonial della campagna pubblicitaria per la tv delle marmellate Hero. Nella stagione 1981-1982 Sbirulino continua ad animare la domenica pomeriggio del primo canale Rai prendendo parte a Domenica in al fianco di Pippo Baudo. All'interno del contenitore domenicale è inoltre il protagonista della sigla del programma Fantastico Bis abbinato alla Lotteria Italia. Nello stesso anno debutta al cinema nel film omonimo diretto da Flavio Mogherini.
Nell'autunno del 1982 il personaggio riappare affiancato da Tonino Micheluzzi, nel programma Il circo di Sbirulino, andato in onda sulle reti Fininvest per due edizioni: la prima dal 7 novembre al 26 dicembre 1982 su Canale 5, la seconda per 13 puntate su Italia 1, a partire dall'8 aprile 1984.
Nella stagione 1987- 1988 conduce assieme ad Enrica Bonaccorti la trasmissione Ok Bimbi! (versione per bambini del celebre game-show Ok, il prezzo è giusto!) in onda la domenica pomeriggio su Canale 5 all'interno del contenitore domenicale La giostra. Per il programma incide la sigla Quanto costa sognare. Nel 1988 è protagonista al fianco di Raimondo Vianello della campagna pubblicitaria in favore dell'AIRC. Nelle stagioni 1989-1990 e 1990-1991 prende parte al varietà del sabato sera autunnale di Canale 5 Sabato al circo, condotto da Andrea Roncato e Gigi Sammarchi. Dal 1991 al 1993 Sbirulino entra a far parte del cast di Buona Domenica su Canale 5, nelle due edizioni condotte da Marco Columbro e Lorella Cuccarini, interpretando alcune scenette e conducendo dei giochi telefonici per i più piccoli. Nella stagione televisiva 1994 -1995 prende parte al contenitore di Rete 4 Buona giornata condotto da Patrizia Rossetti, curando una rubrica di posta dedicata ai bambini, rivelatasi l'ultimo impegno televisivo del personaggio.

## Televisione
- Noi...no! (Rete 1, 24 dicembre 1977)
- Io e la Befana (Rete 1, 1978-1979)
- Tre stanze e cucina (Rete 1, 1978-1979)
- Stasera niente di nuovo (Rete 1, 1981)
- Domenica In (Rete 1, 1981-1982)
- Il circo di Sbirulino (Canale 5, 1982-1983; Italia 1, 1984)
- Ok Bimbi![7] (Canale 5, 1987-1988)
- Sabato al circo (Canale 5, 1989-1991)
- Buona Domenica (Canale 5, 1991-1993)
- Buona Giornata (Rete 4, 1994-1995)

## Cinema
- Sbirulino, regia di Flavio Mogherini (1982)

## Radio
- Gran Varietà (Rai Radio 2, 1979)

## Pubblicità
- Marmellate Hero (1981)
- AIRC (1988)

## Discografia

### Singoli
- 1978 - Sbirulino/Rabarbaro rabarbaro (CGD, 10115, 7")
- 1979 - Spingio/Sbirulino innamorato (CGD, 10167, 7")
- 1979 - Pappa pappa, nanna nanna/Il nonno birichino (CGD, 10167, 7")
- 1981 - Lo stellone/W Sbirulino (CGD, 10353, 7")
- 1981 - Si chiama Zorro/Il quaderno) (CGD, 10309, 7") (pubblicato come Sandra Mondaini ma con in copertina Sbirulino)
- 1982 - Tagallo/Diritto-Rovescio (CGD, 10433)
- 1984 - Ci vuole un fiore - con Don Saverio (CGD, 10359, 7")
- 1987 - Quanto costa sognare/Ciao Enrica (Five Record, FM 13184)

### Album
- 1979 - Il mondo di Sbirulino (CGD, 20177)
- 1983 - Sbirulino - Colonna sonora originale del film (Cinevox, TI 8008)

### Raccolte
- 1981 - Sbirulino e Altre Storie (Record Bazaar – RB 320)